# Eliza Banchuk
Eliza Banchuk (2007) es una deportista israelí que compite en gimnasia rítmica, en la modalidad de conjuntos. Ganó dos medallas de oro en el Campeonato Mundial de Gimnasia Rítmica de 2023 y tres medallas en el Campeonato Europeo de Gimnasia Rítmica de 2023.

## Palmarés internacional
| Campeonato Mundial | Campeonato Mundial | Campeonato Mundial | Campeonato Mundial         |
| Año                | Lugar              | Medalla            | Prueba                     |
| ------------------ | ------------------ | ------------------ | -------------------------- |
| 2023               | Valencia (España)  | Medalla de oro     | Concurso completo          |
| 2023               | Valencia (España)  | Medalla de oro     | 3 con cinta + 2 con pelota |
| Campeonato Europeo |                    |                    |                            |
| Año                | Lugar              | Medalla            | Prueba                     |
| 2023               | Bakú (Azerbaiyán)  | Medalla de plata   | Concurso completo          |
| 2023               | Bakú (Azerbaiyán)  | Medalla de plata   | 3 con cinta + 2 con pelota |
| 2023               | Bakú (Azerbaiyán)  | Medalla de bronce  | Equipo                     |